# Blason de Kourou
Le blason de Kourou.

## Description
De sable à la bande d'argent chargée d'un toucan au naturel sans œil ni patte, accompagnée à dextre d'un bagnard de carnation portant une pepite d'or sur sa coiffe de gueules et à senestre d'une fleur de lys d'or surmontée de deux serpents lovés et affrontés du même, au chef d'argent chargé de l'inscription KOUROU en lettres capitales de sable, abaissé sous un chef aussi de sable.
Sa devise : « Courroux passe, tout malheur finit quand on œuvre »